# Олха
Олха́ — деревня в Шелеховском районе Иркутской области. Административный центр Олхинского муниципального образования.

## География
Расположена на северных склонах Олхинского плато, на реке Олхе, в 7 км к югу от центральной части города Шелехова.

## Население
| 2002 | 2010  | 2011  | 2012  | 2021  |
| ---- | ----- | ----- | ----- | ----- |
| 1301 | ↗1744 | ↗1746 | ↗1855 | ↗3047 |

## История
Основана в начале XVIII века. В 1833 году построена церковь во имя Николая Чудотворца. В 1881 году в селе было 120 дворов, производился скипидар, разрабатывались известковые карьеры, сплавлялся лес, действовала мельница (в 1933 году после наводнения река изменила русло и мельница закрылась).
После установления советской власти церковь закрыли. В деревне был образован колхоз и промартель «Олхинская известь», которую позднее заменил Ново-Олхинский известковый завод (в настоящее время на грани закрытия). Была построена школа.
В настоящее время в Олхе насчитывается примерно 840 дворов, действует пилорама.

## Туризм
В деревне действует курорт «Олха», который в советское время был популярным среди иркутян местом летнего отдыха. Сейчас курс оздоровления в нём проходят единицы. Здесь находится фонтанирующая скважина на глубине 250 метров для забора минеральной воды «Иркутская»
К местам зимнего отдыха можно отнести горнолыжную базу «Олха», оборудованную подъёмниками и освещением. Протяжённость трассы полтора километра при перепаде высот 300 метров.